# 모리 유리
모리 유리(일본어: 森 侑里, 2000년 8월 8일~)는 일본의 축구 선수이다.

## 구단 경력
그는 2023년 J3리그의 FC 류큐에 입단했다. 2025년 J2리그의 후지에다 MYFC로 이적했다.